# Ideal (teoria dos anéis)
Em teoria dos anéis, um ramo da álgebra abstrata, um ideal é um subconjunto especial de um anel. O conceito generaliza de uma maneira apropriada algumas importantes propriedades dos inteiros como "número par" e "múltiplo de 3".
Por exemplo, em anéis estuda-se ideais primos ao invés de números primos, define-se ideais coprimos como generalizações dos números coprimos e pode-se provar um teorema do resto chinês para ideais. Nos domínios de Dedekind, importante classe de anéis para a teoria dos números, pode-se inclusive imitar-se uma versão do teorema fundamental da aritmética. Nesses anéis, todo ideal não-zero pode ser escrito como um produto único de ideais primos.
Um ideal pode ser usado para a construção de um anel quociente da mesma forma que um subgrupo normal pode ser usado para a construção de um grupo quociente.

## História
Ideais fora propostos primeiramente por Dedekind em 1876 na terceira edição do seu livro Vorlesungen über Zahlentheorie (Seminários em Teoria dos Números). Eles foram uma generalização para o conceito de número ideal desenvolvido por Ernst Kummer. Mais tarde o conceito foi expandido por David Hilbert e especialmente Emmy Noether.

## Definições
Seja R um anel com (R, +) sendo o grupo abeliano do anel, um subconjunto I de R é chamado ideal à direita se
- (I, +) é um subgrupo de (R, +)
- xr está em I para todo x em I e todo r em R

e ideal à esquerda se 
- (I, +) é um subgrupo de (R, +)
- rx está em I para todo x em I e todo r em R

Os ideais à esquerda em R são exatamente os ideais à direita no anel oposto Rop e vice-versa. Quando R é um anel comutativo as noções de ideal à esquerda e à direita coincidem e o ideal bilateral é chamado simplesmente de ideal.
Os subconjuntos {0} e R de um anel R são ideais. Esses são denominados ideais triviais de R.
Chama-se I de ideal próprio se este é um conjunto próprio de R, ou seja, I não é idêntico ao R.
A interseção de uma coleção (não-vazia) de ideais é um ideal.
Se A é um conjunto qualquer de R, então define-se o ideal gerado por A como o menor ideal de R contendo A. Ele está bem definido como a interseção (não vazia, porque {\displaystyle A\subset R\,}) de todos ideais que contém A. Este é denotado por <A> ou (A) e é compreendido com todas as somas finitas da forma 
r1a1 + ··· + rnan
com cada ri em R e cada ai em A. O ideal é dito ser finitamente gerado se o conjunto gerador A é finito, ou seja, pode-se escrever todo elemento x de I como
{\displaystyle x=\sum _{k=1}^{n}r_{k}a_{k}}
onde rk é um elemento de R e A={ak : k = 1, ..., n} é um conjunto finito fixo de R.

## Exemplos e contra exemplos
- Os inteiros pares formam um ideal no anel Z dos inteiros, sendo denotado por 2Z. Isto é porque a soma de inteiros pares é um inteiro par, e o produto de um inteiro par por qualquer outro inteiro é par.
- Os números naturais não formam um ideal no anel Z dos inteiros. A soma e o produto de números naturais é um número natural, mas o produto de um número natural (não-nulo) por um inteiro negativo não é um número natural.
- No anel Z dos inteiros cada ideal pode ser gerado por apenas um número (assim Z é um domínio principal) e o ideal determina o número salvo o sinal. Por isso os conceitos de "ideal" e de "número" são quase idênticos em Z (e em qualquer domínio principal).
- O conjunto dos polinômios com coeficientes reais que são divisíveis pelo polinômio x2 + 1 é um ideal no anel de todos os polinômios.
- O conjunto de todas as matrizes nxn cuja última coluna é zero forma um ideal à esquerda no anel de todas as matrizes nxn e o conjunto de todas as matrizes nxn cuja última linha é zero forma um ideal à direita no mesmo.
- Todas as funções contínuas f tal que f(1) = 0 formam um ideal no anel F(R) de todas as funções contínuas f de R para R.
- {0} e R são ideais em todos os anéis R. Se R é comutativo, então R é um corpo se e somente se este tem apenas dois ideais: {0} e R.

## Tipos de ideais
Ideais são importantes porque eles aparecem como núcleos dos homomorfismos de anéis e permitem a definição de anel quociente. São vários os tipos de ideais estudados. Isso se deve a que cada um gera diferentes tipos de anéis quocientes.
- Ideal maximal: Um ideal próprio I é chamado um ideal maximal se não existe um outro ideal próprio J tal que I é um subconjunto de J. O anel quociente de um ideal maximal é um corpo.
- Ideal Minimal: Um ideal não nulo l é chamado um ideal minimal se não existe um outro ideal não nulo J tal que J é um subconjunto de I.
- Ideal primo: Um ideal próprio I é chamado um ideal primo se para qualquer a e b em R e ab em I, então ao menos um (a ou b) está em I. O anel quociente de um ideal primo é um domínio de integridade.
- Ideal primário: Um ideal I é chamado um ideal primário se para qualquer a e b em R e ab em I, então ao menos um (a ou bn) está em I, para algum número natural n. Todo ideal primo é primário.
- Ideal principal: um ideal gerado por um elemento.
- Ideal primitivo: é o anulador de um módulo simples à esquerda. Um ideal primitivo à direita é definido similarmente. Note-se que, apesar do nome, ideais primitivos à direita e à esquerda são sempre ideais bilaterais. Anéis quocientes construídos com ideais primitivos são anéis primitivos.

## Propriedades
- Um ideal é próprio se e somente se este não contém 1.
- Os ideais próprios podem ser parcialmente ordenados por meio de inclusão em um conjunto. O teorema de Krull diz que, em um anel comutativo com elemento identidade (em que {\displaystyle 0\neq 1\,}), todo ideal próprio está contido em um ideal maximal. Este resultado depende do Lema de Zorn.
- Por causa do zero pertencer a ele, um ideal sempre é um conjunto não-vazio.
- O anel R pode ser considerado como um módulo à esquerda de si mesmo e os ideais de R então como submódulos deste módulo. Similarmente, os ideais à direita são submódulos de R como um módulos à direita de si mesmo e os ideais bilaterais são submódulos de R como um bimódulo sobre si mesmo. Se R é comutativo, então todos os três tipos de módulos são os mesmos assim como os três tipos de ideais são os mesmos.

## Operações com ideais
Para os ideais I e J de {\displaystyle \mathbb {R} }, a soma e o produto são definidos como
{\displaystyle I+J:=\{a+b\,|\,a\in I{\mbox{ e }}b\in J\}}
e
{\displaystyle IJ:=\{a_{1}b_{1}+\dots +a_{n}b_{n}\,|\,a_{i}\in I{\mbox{ e }}b_{i}\in J,i=1,2,\dots ,n;{\mbox{ para }}n=1,2,\dots \},}
ou seja, o produto de dois ideais I e J é definido como o ideal IJ gerado por todos os produtos da forma ab com a em I e b em J. o Produto IJ está contido na intersecção de I e J.
A soma e a intersecção de ideais também é um ideal; com essas duas operações como supremo e ínfimo, o conjunto de todos os ideais de um anel comutativo forma um reticulado. Além disso, a união de dois ideais é um subconjunto da soma desses ideais (para um elemento a dentro de um ideal pode-se escrevê-lo como a + 0 ou 0 + a). No entanto, a união de dois ideais não é necessariamente um ideal.